# Moenkhausia surinamensis
Moenkhausia surinamensis är en fiskart som beskrevs av Géry, 1965. Moenkhausia surinamensis ingår i släktet Moenkhausia och familjen Characidae. Inga underarter finns listade i Catalogue of Life.